# WALKING TOUR
『WALKING TOUR』（ウォーキング・ツアー）は、saparaが制作したFlashアニメ作品である。人生の中での死別がテーマとなっており、制作者のウェブサイト上で公開されている。

## 概要
電子掲示板サイト「2ちゃんねる」のキャラクターが登場する作品で、2002年8月の公開後に大きな反響を呼び、インターネット上の口コミなどで広まった。
2006年9月には学研から絵本として発売され、同梱されているCD-EXTRAに収録されたFlashは、音楽に黒石ひとみが書き下ろした新曲「Walking Tour」を使用し、山寺宏一がナレーションを務めている。
また、このCD-EXTRAには新曲「Walking Tour」のフルサイズヴァージョンと「Walking Tour ~Airy mix~」と「Endless Journey」3曲も収録されている。

## Flash作品のバージョン
- 1代目 WALKING TOUR（音楽: PLANETES/作曲・歌: 黒石ひとみ）

アニメ「プラネテス」のエンディング曲「PLANETES」を使用していたが、著作権上問題があった。許諾を得ようとする試みもあったが、当時JASRACでは動画に組み合わせてウェブサイト上で使用することについて許可を出せる仕組みになっておらず、公式サイトでの公開は終了となった。しかしその後も他のサイトに無断で転載され見ることが出来た。また、当初は登場するトラックに三菱の社紋があり物議を醸した。これは後に除去された。
- 2代目 WALKING TOUR（音楽: WALKING TOUR/作曲: sapara、歌: 天の羊）

自作の曲を用いたバージョン。現在公開されている『WALKING TOUR』はこれであり、このバージョンから字幕は6ヶ国語に対応している。
- 3代目 WALKING TOUR（音楽: Walking Tour/作曲・歌: 黒石ひとみ）

学研の絵本「WALKING TOUR」（ISBN 4054032141）に同梱されているCD-EXTRAに収録されているバージョン。
山寺宏一がナレーションを務める。字幕は日本語のみで、ナレーションの有り・無しが選択可となっている。